# トゥドゥール・バルツァ
トゥドゥール・クリスティアン・バルツァ（Tudor Cristian Băluță ルーマニア語発音: [ˈtudor kristiˈan bəˈlut͡sə] , 1999年3月27日 - ）は、ルーマニア・ドルジュ県クラヨーヴァ出身のサッカー選手。エクストラクラサ・シロンスク・ヴロツワフ所属。ポジションはMF。ルーマニア代表。

## 来歴
ユース時代は元ルーマニア代表の国民的英雄・ゲオルゲ・ポペスクやゲオルゲ・ハジが運営するサッカーアカデミーで教練を積み、2015年にハジが会長兼監督を務めるFCヴィトルル・コンスタンツァと契約。2015-16シーズン終盤の2016年5月2日のASAトゥルグ・ムレシュ戦で、ヤニス・ハジとの交代出場でプロデビュー。
2019年1月31日、プレミアリーグのブライトン・アンド・ホーヴ・アルビオンFCと3年半の契約を締結し、2019-20シーズンからの加入を発表。2018-19シーズン終了まではローン移籍の形でFCヴィトルル・コンスタンツァに残留。同シーズンはリーガ1のカップ戦クパ・ロムニエイで優勝を経験。2019-20シーズンよりブライトンを正式に加入した。

## ルーマニア代表
2017年にU-19のルーマニア代表に招集され、翌2018年には、5月31日のチリ戦でフル代表デビュー。2019年にはイタリアで開催されたUEFA U-21欧州選手権2019にU-21代表として出場し、ベスト4入りを果たした。

## タイトル
ディナモ・キエフ
- ウクライナ・プレミアリーグ：2020-21
- ウクライナ・カップ：2020-21